# Szilárd Bogdánffy
Szilárd Ignác Bogdánffy (Feketetó, 21. veljače 1911. - Aiud, Rumunjska, 3. listopada 1953.), bio je rimokatolički biskup u biskupiji Satu Mare i Oradea.

## Životopis
Szilárd Bogdánffy je rođen u tadašnjoj austro-ugarskoj pokrajini Torontal u zaseoku Crna Bara, župa Čoka, blizu rumunjske granice u mađarskoj obitelji. 1925. se preselio s obitelji u Temišvar, gdje je upisao gimnaziju kod redovnika pijarista. Zatim je primljen u katoličko sjemenište u biskupiji Oradea. 29. lipnja 1934. ga je biskup Stefan Fiedler zaredio za svećenika. Studije je nastavio na sveučilištu u Budimpešti i postigao doktorat iz filozofije te dogmatike. Poslije povratka u Rumunjsku godine 1944. je postao profesorom na bogosloviji u Oradei i od 1947. katedralni prošt.
14. veljače 1949. ga je kriomice posvetio u bukureštanskoj kapeli nuncijature za biskupa u Velikom Varadinu s administracijom biskupije Satu Mare apostolski nuncije u Rumunjskoj, nadbiskup Gerald Patrik O'Hara. Jedva mjesec i po kasnije ga vlasti zatvoriše te je ostao u zatvoru do svoje smrti kao politički zatvorenik. U zatvoru je bio mučen i zlostavljan, pothranjen i često batinan, ta se je jedva micao. Jasno mu je bilo stavljeno do znanja da će još godinama trpjeti samo zato što nije htio pristati na otpad katoličke Crkve u Rumunjskoj od Rima. Njegova sudbina je bila dakle vrlo slična sudbini zagrebačkog Nadbiskupa i Kardinala blaženoga Alojzija Stepinca, od kojega je nešto slično tražio Josip Broz Tito.
U zatvoru se Szilárd teško razbolio i dobio je zapaljenje pluća. Zatvorski liječnik mu nije htio dati nužne lijekove, tobože da ih je za njega šteta. Zbog toga je u zatvoru i umro.

## Proglašenje blaženim
30. listopada 2010. je bio proglašen blaženim u Oradei u Rumunjskoj kao mučenik. Za biskupa i mučenika Szilárda Bogdánffyja je vladalo mišljenje, koje je bilo objavljeno i na internetnim stranicama, da će obaviti beatifikaciju mađarski primas, nadbiskup Budimpešte i kardinal Péter Erdő. Ipak je on vodio samo svetu misu i za vrijeme nje propovijedao, dok je sam obred beatifikacije vodio Papin izaslanik Kardinal i nadbiskup Angelo Amato, Predsjednik Kongregacije za kauze svetaca. Proglašenju je nazočilo veliko mnoštvo: 42 biskupa, oko 200 svećenika zapadnoga i istočnoga obreda te oko deset tisuća vjernika. Posebnu pažnju su organizatori posvetili hodočasnicima iz zrenjaninske biskupije u Vojvodini, koji su došli na svečanost s dva autobusa.

## Vanjske poveznice
- Prikaz mučeništva na Radio Vatikanu[neaktivna poveznica]
- Prikaz na catholic-hierarchy.org
- Newsaints.faithweb.com  Arhivirana inačica izvorne stranice od 9. veljače 2011. (Wayback Machine) – na osam stranica su nabrojeni mučenici: vjernici, svećenici i biskupi, koji su umrli za vrijeme i poslije Drugog svjetskog rata kao žrtve komunističkog progona u raznim zemljama, također na područje bivše Jugoslavije i u Rumunjskoj. Za njih je uveden postupak za beatifikaciju i kanonizaciju.
- Izvještaj o novom blaženiku  Arhivirana inačica izvorne stranice od 29. veljače 2012. (Wayback Machine)
- Vijesti: Erdély ma  Arhivirana inačica izvorne stranice od 4. ožujka 2012. (Wayback Machine)

## Galerija slika
- Zapis o krštenjuu Szilárda Bogdánffyja u knjizi u Čoki
- Svečana procesija u Crnoj Bari 29. listopada 2010.
- Prva prošnja se diže u nebo prema novomu blaženiku
- Jana i Jano su obučeni u svoju slovačku narodnu nošnju kako bi uručili buket nadbiskupu Angelu Amatu
- Gotovo pedeset biskupa i oko dvijesto svećenika je nazočilo beatifikaciji u predivnoj varadinskoj katedrali